# Kogo (Burkina Faso)
Pour les articles homonymes, voir Kogo.
Kogo est une commune située dans le département de Ouargaye de la province de Koulpélogo dans la région du Centre-Est au Burkina Faso.